# 普通高等学校招生全国统一考试
普通高等学校招生全国统一考试，简称普通高考、高考或统一高考，是中华人民共和国重要的全国性考试之一，是普通高等学校的招生考试，由普通高中学生和具有同等学力的公民参加。一般情况下在每年的6月7日至10日之间举行。
每位考生的考试内容涉及6个科目，分为必考科目和选考科目，且均为闭卷考试。必考科目为语文、数学和外语3个科目，各科目以单独的试卷进行考试。选考科目为物理、化学、生物学、历史、地理、思想政治、技术，由考生按本省级行政区教育行政部门规定的方式选择其中3个科目参加考试。
普通高考由中华人民共和国教育部统一组织调度，由教育部教育考试院或各省级教育考试机构命题。2025年，教育部教育考试院统一命制全国一卷和全国二卷语文、数学和外语科目试题，适用于中国内地除北京市、天津市、上海市外的地区；实行新高考的省份的剩余选考科目由省级教育考试机构自主命题，以“普通高中学业水平考试选择性考试（有的称为等级性考试或者等级考试）”名义进行，纳入考生的高考总成绩。

## 历史沿革

### 制度设立

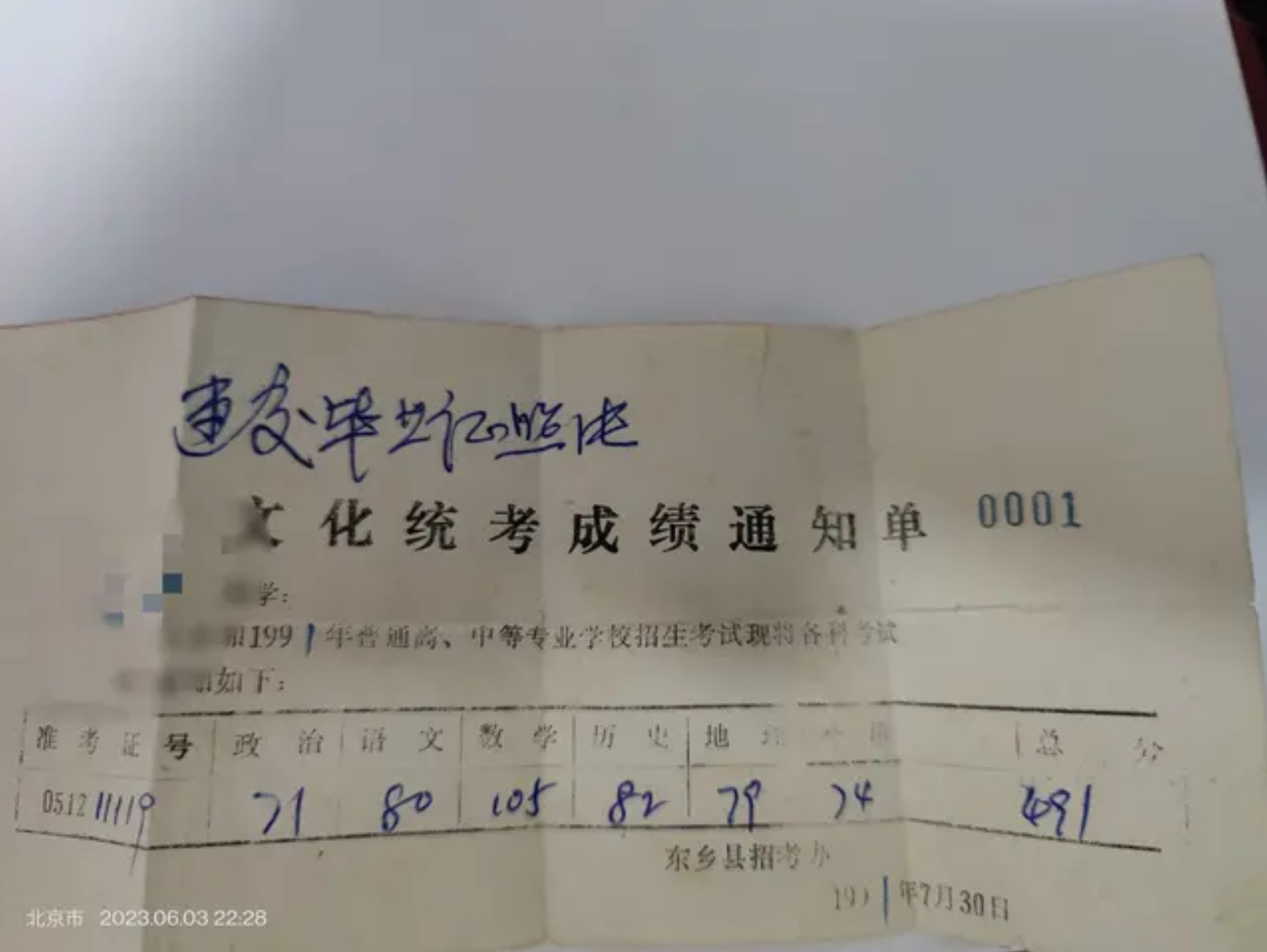
由东乡县招考办发放的1991年高考文化统考成绩通知单。

1905年，科举制度废除，中国确立近代教育体制，1938年之前，中国各大学采用独立自主的招生考试制度，由各校自行组织进行，1938年，中华民国教育部设立了全国统一招生委员会，负责国立各院校统一招生考试。首次统考于1938年9月举行，全国设置12个报名点，吸引上万人报名。全国统考仅维持了四年，1941年后因抗日战争而中断。
中华人民共和国成立初期，大学招考仍由各校单独招考，北京大学、清华大学、南开大学三校和北京师范大学、北洋大学两校分别采取了联合招生的形式，上海交通大学等16所高校使用统一试卷同时进行考试。1950年，东北、华北、华东73所大专院校进行联合招生。1952年，高等教育部规定自该年度起，全国高等学校一律参加全国统一招生考试，并成立全国高等学校招生委员会。首次全国统一招考于1952年8月15—17日举行，进行了国文、数学、化学、中外史地、物理、政治常识、生物、外国语（俄语、英语）8个科目的考试，实行全国统一命题，制定统一的参考答案和评分标准，由各大行政区招生委员会组织考试、评卷。

### 制度中断
1966年6月13日，中共中央、国务院通知“决定1966年高等学校招收新生的工作推迟半年进行”。7月24日，中共中央、国务院发出《关于改革高等学校招生工作的通知》，决定“从今年起，高等学校招生取消考试，采取推荐与选拔相结合的办法”。由于文化大革命的影响，高等院校招生工作实际上处于暂停状态，1970年，全国大学实施“自愿报名，群众推荐，领导批准，学校复审”的方法，招收具有两年以上实践经验、初中以上文化程度的工人（工）、农民（农）、解放军（兵）上大学。“工农兵学员”上大学的主要任务不是学习，而是“上大学、管大学、用毛泽东思想改造大学”，简称“上、管、改”。1973年，在复出的国务院副总理邓小平主持下，国务院批转《关于高等学校1973年招生工作的意见》，提出要重视文化考查，对采取推荐和选拔工农兵上大学的规定进行了修订，高等学校招生除需经过评议推荐及审查、复查外，着重增加政治、语文、数学、理化四科的书面文化考试。但过程中出现张铁生白卷事件，“四人帮”将其宣传为“白卷英雄”，并将此次高考批判为“资产阶级利用文化考查，乘机塞进旧高考的那一套，妄图破坏大学招生制度的改革”，文化考查亦宣告停止。

### 恢复高考
在1976年四人帮倒台，文化大革命结束后，1977年8月，中共中央副主席、国务院副总理邓小平在全国科学和教育工作座谈会的总结发言中宣布：“今年就要下决心恢复从高中毕业生中直接招考学生，不再搞群众推荐。从高中直接招生，我看可能是早出人才、早出成果的一个好办法。”10月12日，国务院以国发〔1977〕112号文批转教育部《关于一九七七年高等学校招生工作的意见》，正式决定从1977年起，高等学校招生制度进行改革，恢复统一考试制度，采取自愿报名，各省自行命题、统一考试、择优录取的办法。11月28日至12月25日，全国约有570多万人参加高等学校招生考试，其中27.3万人被录取。1977年考上大学的27.3万人，后来大都成为各行各业的骨干，其中包括前国务院总理李克强和中共中央政治局委员、外交部长王毅。
1978年起，高考实行全国统一报名、统一试题、统一考试、统一政策、统一招生录取。高考时间是7月20日至7月22日。
1979年，全国高考首次统一在7月7—9日三天举行。依考试时间安排顺序，理科为语文、物理、数学、化学、政治、外语，文科为语文、历史、数学、地理、政治、外语。各科满分100分。如不考外语专业，外语成绩只按10%计入重点院校录取分；对普通院校招生，外语成绩只作参考。
1980年起，高考的语文、数学满分改为120分。
1980年、1981年、1982年，报考本科院校考生的外语考试成绩分别按30%、50%和70%计入高考总分，从1983年起，外语成绩按100%（以原始分）计入总分。
1981年生物学科正式列入高考科目，当年试卷分值30分，1982—1985年为50分，1986—1994年为70分。1991年和1992年，湖南、海南和云南三省参加了高考改革试点，国家教委考试中心单独为三省命制高考试题，生物试卷分数与其他学科一样，满分150分。但这项试点改革由于多种原因并没有延续下去。
1983年起，教育部提出“定向招生，定向分配”，规定在中央部门或国防科工委系统所属的某些院校，按一定比例实行面向农村或农场、牧场、矿区、油田等艰苦行业的定向招生。
1985年，上海取得自主招生考试制度改革试验权，在全国首次实施高考自主命题。同年广东省开始试行英语、数学两个科目标准化考试。1986年广东、山东、辽宁、广西联合试验高考标准化考试。1988年，16省份参加标准化考试。1989年，国家教委下发《普通高等学校招生全国统一考试标准化实施规划》，规定从1991年起所有高考科目实行标准化考试。
1993年国家教委出台了新的高考科目设置方案，即“3+2”方案，“3”是指语、数、外三门科目，文理科都要考试，“2”指的是文科考政治、历史，理科考物理、化学两门。1995年至1998年在全国高考实施。

### 新课标改革
1999年，教育部颁发《关于进一步深化普通高等学校招生考试制度改革的意见》。同年，广东省试行以“3+X”科目设置方案为主的新一轮高考改革，除语文、数学和外语外，选读文科的考生从“历史、政治、地理”中选一科考试，选读理科的考生从“物理、化学、生物学”中选一科考试。2001年，“3+X”模式扩展至18个省市。“3+X”模式是指考试分为理工类和文史类。理工类考生参加语文、数学、外语、理科综合测试；文史类考生参加语文、数学、外语、文科综合测试。理科综合测试包含物理、化学、生物学三科；文科综合测试包括政治、地理、历史三科。理工类和文史类的语文和外语试卷相同，而文史类和理工类的数学试卷有差异（理科数学的考试要求知识容量以及试卷难度高于文科数学）。
2001年，教育部放宽考生条件，报名并参加普通高考将不受年龄及婚否的限制与影响。2003年，教育部批准全国首批22所高校开展自主招生试点，直至2020年不再组织开展高校自主招生工作。
2004年起，高考分省自主命题在全国十多个省份推行，全国逐步实行“统一考试、分省命题”的新举措，赋予地方较大自主性，各省市可因地制宜地推行带有地方特色的高考改革方案。2007年，山东、宁夏、广东、海南4省区作为全国高中新课程改革的首批实验区，迎来课程改革后的第一次高考，本轮各省份高考改革方案科目的设置都以“语文+数学+外语+文科综合/理科综合”为主体，将普通高中学业水平考试和学生综合素质评价纳入到高校招生录取综合评价体系，在具体实施上各省做法略有不同，如山东省自2007年高考开始，增加一项基本能力测试，江苏省自2008年高考开始采用“3+学业水平测试+综合素质评价”的模式等。上海市则使用“3+1+X”方式（2011年及以前）、“3+1”方式（2012年起）。此外，2007年起，部分课改地区开始使用必考科+文/理科综合＋整体综合（包括音乐美术等科目）的模式。2015年，全国普通高中新课程完成改革。
自2023年高考起，随着“2017年版课程标准”及其后续修订版的执行，“2017版课程标准”替代原2003版课程标准，被称为新课标，原2003年课程标准不再被称为新课标。
2024年6月8日，随着最后一批按照2003版课程标准学习的高中生完成高考，2003版课程标准不再作为高考命题依据。

### 新高考改革

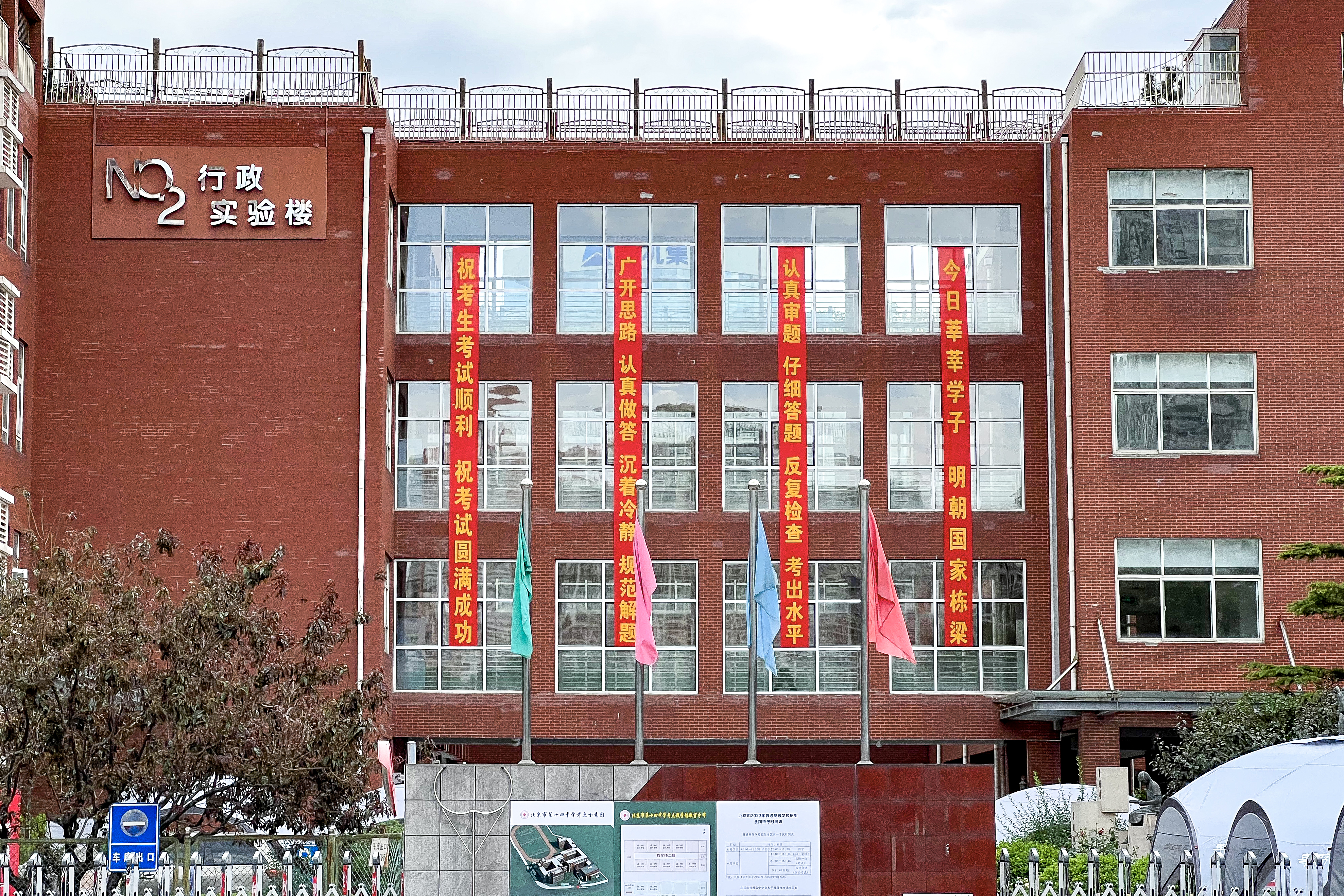
2023年6月，北京市第十四中学行政实验楼悬挂的高考助威条幅。

2014年9月，国务院印发《关于深化考试招生制度改革的实施意见》，宣布“启动高考综合改革试点”。考生总成绩由统一高考的语文、数学、外语3个科目成绩和高中学业水平考试3个选考科目的成绩组成。保持统一高考的语文、数学、外语科目不变、分值不变，不分文理科，外语科目提供两次考试机会。计入总成绩的高中学业水平考试科目，由考生根据报考高校要求和自身特长，在思想政治、历史、地理、物理、化学、生物学、技术等科目中自主选择3门。统考科目和学业水平考试选考科目的成绩总分750分，其中统考科目语文、数学、外语算150分的原始分；选考科目中自主选择的三门科目分别按等级赋分后计入考生总成绩，每门满分100分。这种新的高考方案被称为“3+3”模式。这是迄今最新一次较大的改革，被外界称为“新高考”改革。
2014年，上海、浙江两地率先从9月入学的高中一年级学生开始启动第一批高考综合改革试点，采用“3+3”模式。2017年起，北京、海南、山东、天津启动第二批高考综合改革，亦采用“3+3”模式。
2019年，河北、辽宁、江苏、福建、湖北、湖南、广东、重庆8省市启动第三批新高考改革，采用“3+1+2”模式。2021年，吉林、黑龙江、安徽、江西、贵州、广西、甘肃启动第四批新高考改革，使用“3+1+2”模式。2022年，山西、内蒙古、河南、四川、云南、陕西、青海、宁夏启动第五批新高考改革，沿用“3+1+2”模式。2025年3月13日，新疆宣布启动第六批新高考改革，沿用“3+1+2”模式，至此，中国大陆31个省份除西藏外均已启动新高考改革。

## 考试准备

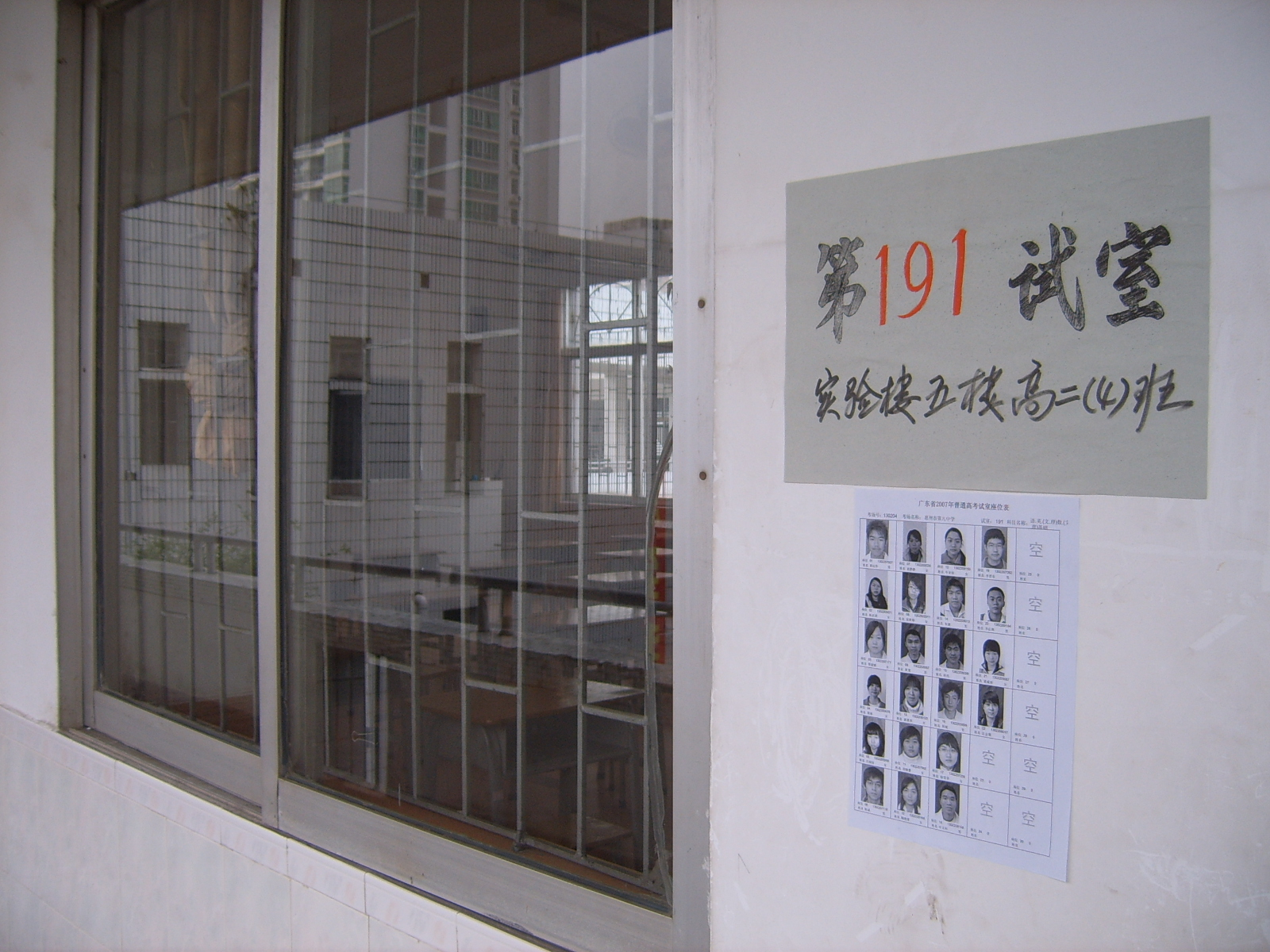
2007年，广东省惠州市第九中学的一间高考考场门前的考生名单。

### 報考條件
符合下列条件的人员，可以報考：
- 遵守中华人民共和国宪法和法律；
- 高级中等教育学校毕业或具有同等学力；
- 身体状况符合相关要求。

下列人员不得报考：
- 具有高等学历教育资格的高校的在校生，或已被高校录取并保留入学资格的学生；
- 高级中等教育学校非应届毕业的在校生；
- 在高级中等教育阶段非应届毕业年份以弄虚作假手段报名并违规参加普通高校招生考试（包括全国统考、省级统考和高校单独组织的招生考试，以下简称高校招生考试）的应届毕业生；
- 因违反国家教育考试规定，被给予暂停参加高校招生考试处理且在停考期内的人员；
- 因触犯刑法已被有关部门采取强制措施或正在服刑者。

高考曾經設有年齡限制，規定只有未婚及年龄不超过25岁者可以參加。這項規定於2001年取消，導致「大齡考生」的出現。以2001年為例，共有16265名大龄考生參加考試，佔全国报名总数的0.36%，最后有1900多人被录取。
2018年11月，《重庆日报》报道称该市2019年普通高考报名采用政治审查制度，凡是「道德品質惡劣」或反對「四項基本原則」（堅持社會主義道路、堅持人民民主專政、堅持共產黨的領導、堅持馬列主義毛澤東思想）者，都不得參加考試。福建省教育廳接著也陸續公布明年度普通高考、高職招考的重要通知，要求考生報考時須附上「思想政治品德考核」資料，參加邪教組織者、觸犯刑法或治安管理處罰法者、言行曾違反憲法所確定的基本原則者，若未能提供「認錯」證明，應認定為不合格。不过，重庆市教育考试院办公室主任罗胜奇则回应称，记者报道存在理解偏差，高考报名时对考生进行思想政治的考核和现实表现的审核一直都有。至于是否有考生因为政审不合格不能参加高考，他没有正面回应。

### 考试报名
一般地，高级中等教育学校毕业或具有同等学力、身体状况符合相关要求的学生可以报名参加高考。往往还要求具有所在省级行政区正式户口或在当地定居并符合报名条件的具永久居留权的外国侨民。目前，已有多个省份允许或符合规定条件的进城务工人员随迁子女参加本地高考（即“异地高考”）。

### 试卷命制

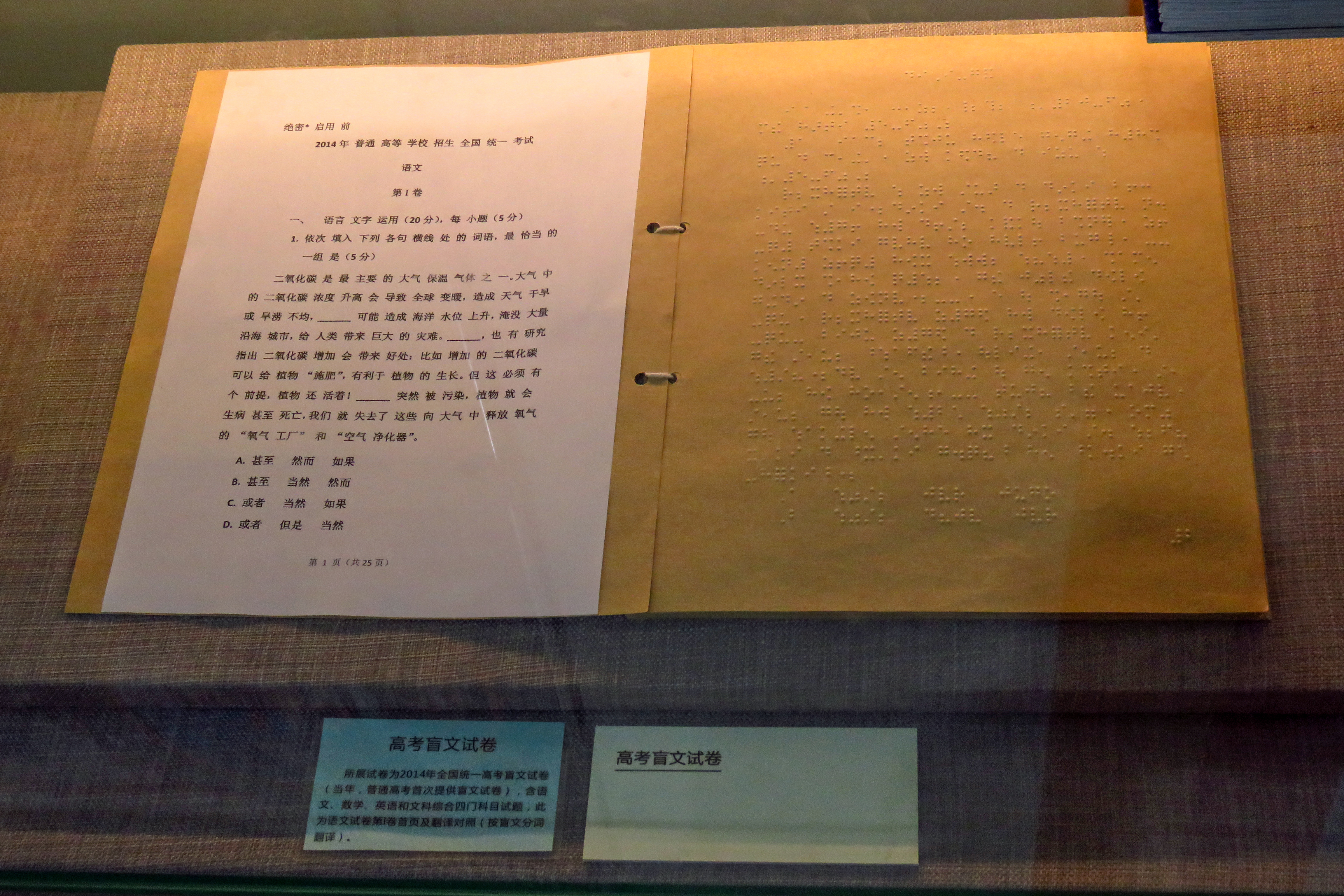
图为2014年高考首次提供的盲文试卷。

按照“谁选拔谁命题”的原则，每年的高考试题均由教育部教育考试院或者省级教育考试机构牵头、从各高校抽调老师统一独立命制而成。命制后可能还会抽调少数高中老师或应届高三生提前试答，以检验题目准确性。
为了防止泄题等意外情况，每年的高考试卷均由命题组成员在隔离地区独立命制完成。该期间内命题老师与外界的任何联络均受到监视，试卷一般情况下在各地的由教育部和国家保密局共同审定通过并颁发资质的印刷厂印刷、分装并封存（一些监狱印刷厂也会获得相应范围内的资质），考试前由武警持步枪押运至各考点，所有未启封的试卷袋均被打上封条。在中华人民共和国，高考试卷为国家秘密中的“绝密”或者“机密”。
高考试卷的命制受到社会高度关注，有时也产生较大争议，例如语文科目阅读题被部分原作者指出背离其写作原意。亦有出现题目命题错误之情况，如2018年全国I卷理综选择题第8题题目出现争议。

## 考试日程

### 考试日期
全国高考统一在6月7—10日四天举行。1979年高考恢复后，教育部将高考日程定于在7月7、8、9日三天。考虑到天气炎热，教育部于2003年将夏季高考时间提前一个月，除特殊情况外均固定安排在每年6月7、8日举行随新高考改革的推进，选科模式的增加导致了高考时间的延长，最长可达四天，即6月7日至10日。而自主命题地区的部分科目不安排在统一高考时间举行，在12月、1月、3月、4月、5月均曾有计入高考总分的考试安排。
此外，在汶川大地震、2019冠狀病毒病疫情等突发公共事件期间，曾对考试日程安排进行调整。

### 考试时间
| 地区 | 日期           | 时间        | 科目               |
| --- | -------------- | ----------- | ------------------ |
| 河北省 山西省 江苏省 安徽省 福建省 江西省 河南省 湖北省 湖南省 广东省 广西壮族自治区 重庆市 贵州省 陕西省 宁夏回族自治区 | 6月7日         | 09:00—11:30 | 语文               |
| 河北省 山西省 江苏省 安徽省 福建省 江西省 河南省 湖北省 湖南省 广东省 广西壮族自治区 重庆市 贵州省 陕西省 宁夏回族自治区 | 6月7日         | 15:00—17:00 | 数学               |
| 河北省 山西省 江苏省 安徽省 福建省 江西省 河南省 湖北省 湖南省 广东省 广西壮族自治区 重庆市 贵州省 陕西省 宁夏回族自治区 | 6月8日         | 09:00—10:15 | 物理               |
| 河北省 山西省 江苏省 安徽省 福建省 江西省 河南省 湖北省 湖南省 广东省 广西壮族自治区 重庆市 贵州省 陕西省 宁夏回族自治区 | 6月8日         | 09:00—10:15 | 历史               |
| 河北省 山西省 江苏省 安徽省 福建省 江西省 河南省 湖北省 湖南省 广东省 广西壮族自治区 重庆市 贵州省 陕西省 宁夏回族自治区 | 6月8日         | 15:00—17:00 | 外语               |
| 河北省 山西省 江苏省 安徽省 福建省 江西省 河南省 湖北省 湖南省 广东省 广西壮族自治区 重庆市 贵州省 陕西省 宁夏回族自治区 | 6月9日         | 08:30—09:45 | 化学               |
| 河北省 山西省 江苏省 安徽省 福建省 江西省 河南省 湖北省 湖南省 广东省 广西壮族自治区 重庆市 贵州省 陕西省 宁夏回族自治区 | 6月9日         | 11:00—12:15 | 地理               |
| 河北省 山西省 江苏省 安徽省 福建省 江西省 河南省 湖北省 湖南省 广东省 广西壮族自治区 重庆市 贵州省 陕西省 宁夏回族自治区 | 6月9日         | 14:30—15:45 | 思想政治           |
| 河北省 山西省 江苏省 安徽省 福建省 江西省 河南省 湖北省 湖南省 广东省 广西壮族自治区 重庆市 贵州省 陕西省 宁夏回族自治区 | 6月9日         | 17:00—18:15 | 生物               |
| 辽宁省 黑龙江省 | 6月7日         | 09:00—11:30 | 语文               |
| 辽宁省 黑龙江省 | 6月7日         | 09:00—11:30 | 汉语               |
| 辽宁省 黑龙江省 | 6月7日         | 15:00—17:00 | 数学               |
| 辽宁省 黑龙江省 | 6月8日         | 09:00—10:15 | 物理               |
| 辽宁省 黑龙江省 | 6月8日         | 09:00—10:15 | 历史               |
| 辽宁省 黑龙江省 | 6月8日         | 15:00—17:00 | 外语               |
| 辽宁省 黑龙江省 | 6月9日         | 08:30—09:45 | 化学               |
| 辽宁省 黑龙江省 | 6月9日         | 11:00—12:15 | 地理               |
| 辽宁省 黑龙江省 | 6月9日         | 14:30—15:45 | 思想政治           |
| 辽宁省 黑龙江省 | 6月9日         | 17:00—18:15 | 生物               |
| 辽宁省 黑龙江省 | 6月10日        | 09:00—11:30 | 蒙古语文           |
| 辽宁省 黑龙江省 | 6月10日        | 09:00—11:30 | 朝鲜语文           |
| 吉林省 | 6月7日         | 09:00—11:30 | 语文               |
| 吉林省 | 6月7日         | 09:00—11:30 | 朝鲜语文           |
| 吉林省 | 6月7日         | 15:00—17:00 | 数学               |
| 吉林省 | 6月8日         | 09:00—10:15 | 物理               |
| 吉林省 | 6月8日         | 09:00—10:15 | 历史               |
| 吉林省 | 6月8日         | 15:00—17:00 | 外语               |
| 吉林省 | 6月9日         | 08:30—09:45 | 化学               |
| 吉林省 | 6月9日         | 11:00—12:15 | 地理               |
| 吉林省 | 6月9日         | 14:30—15:45 | 思想政治           |
| 吉林省 | 6月9日         | 17:00—18:15 | 生物               |
| 四川省 云南省 青海省 | 6月7日         | 09:00—11:30 | 语文               |
| 四川省 云南省 青海省 | 6月7日         | 15:00—17:00 | 数学               |
| 四川省 云南省 青海省 | 6月8日         | 09:00—10:15 | 物理               |
| 四川省 云南省 青海省 | 6月8日         | 09:00—10:15 | 历史               |
| 四川省 云南省 青海省 | 6月8日         | 15:00—17:00 | 外语               |
| 四川省 云南省 青海省 | 6月9日         | 08:30—09:45 | 化学               |
| 四川省 云南省 青海省 | 6月9日         | 11:00—12:15 | 地理               |
| 四川省 云南省 青海省 | 6月9日         | 14:30—15:45 | 思想政治           |
| 四川省 云南省 青海省 | 6月9日         | 17:00—18:15 | 生物               |
| 四川省 云南省 青海省 | 6月10日        | 09:00—11:30 | 藏语文             |
| 四川省 云南省 青海省 | 6月10日        | 09:00—11:30 | 蒙古语文           |
| 四川省 云南省 青海省 | 6月10日        | 09:00—11:30 | 彝语文             |
| 内蒙古自治区 甘肃省 | 6月7日         | 09:00—11:30 | 语文               |
| 内蒙古自治区 甘肃省 | 6月7日         | 15:00—17:00 | 数学               |
| 内蒙古自治区 甘肃省 | 6月8日         | 09:00—10:15 | 物理               |
| 内蒙古自治区 甘肃省 | 6月8日         | 09:00—10:15 | 历史               |
| 内蒙古自治区 甘肃省 | 6月8日         | 15:00—17:00 | 外语               |
| 内蒙古自治区 甘肃省 | 6月9日         | 08:30—09:45 | 化学               |
| 内蒙古自治区 甘肃省 | 6月9日         | 11:00—12:15 | 地理               |
| 内蒙古自治区 甘肃省 | 6月9日         | 14:30—15:45 | 思想政治           |
| 内蒙古自治区 甘肃省 | 6月9日         | 17:00—18:15 | 生物               |
| 内蒙古自治区 甘肃省 | 6月10日        | 09:00—11:30 | 蒙古语文           |
| 内蒙古自治区 甘肃省 | 6月10日        | 09:00—11:30 | 藏语文             |
| 北京市 山东省 海南省 | 6月7日         | 09:00—11:30 | 语文               |
| 北京市 山东省 海南省 | 6月7日         | 15:00—17:00 | 数学               |
| 北京市 山东省 海南省 | 6月8日（北京） | 15:00—16:30 | 英语               |
| 北京市 山东省 海南省 | 6月8日（北京） | 15:00—17:00 | 其他外语           |
| 北京市 山东省 海南省 | 6月8日（山东） | 15:00—17:00 | 外语               |
| 北京市 山东省 海南省 | 6月8日（海南） | 15:00—17:00 | 英语               |
| 北京市 山东省 海南省 | 6月9日         | 08:00—09:30 | 物理               |
| 北京市 山东省 海南省 | 6月9日         | 11:00—12:30 | 思想政治           |
| 北京市 山东省 海南省 | 6月9日         | 15:30—17:00 | 化学               |
| 北京市 山东省 海南省 | 6月10日        | 08:00—09:30 | 历史               |
| 北京市 山东省 海南省 | 6月10日        | 11:00—12:30 | 生物               |
| 北京市 山东省 海南省 | 6月10日        | 15:30—17:00 | 地理               |
| 天津市 | 1月8日         | 09:00—11:00 | 其他外语（第一次） |
| 天津市 | 3月21日        | 09:00—10:40 | 英语（第一次）     |
| 天津市 | 6月7日         | 09:00—11:30 | 语文               |
| 天津市 | 6月7日         | 15:00—17:00 | 数学               |
| 天津市 | 6月8日         | 15:00—16:40 | 英语（第二次）     |
| 天津市 | 6月8日         | 15:00—17:00 | 其他外语（第二次） |
| 天津市 | 6月9日         | 08:30—09:30 | 物理               |
| 天津市 | 6月9日         | 11:00—12:00 | 思想政治           |
| 天津市 | 6月9日         | 15:00—16:00 | 化学               |
| 天津市 | 6月10日        | 08:30—09:30 | 历史               |
| 天津市 | 6月10日        | 11:00—12:00 | 生物               |
| 天津市 | 6月10日        | 15:00—16:00 | 地理               |
| 上海市 | 1月5日         | 09:00—10:45 | 外语（第一次）     |
| 上海市 | 5月5日         | 09:00—10:00 | 化学               |
| 上海市 | 5月5日         | 13:00—14:00 | 思想政治           |
| 上海市 | 5月5日         | 15:30—16:30 | 物理               |
| 上海市 | 5月6日         | 09:00—10:00 | 历史               |
| 上海市 | 5月6日         | 13:00—14:00 | 地理               |
| 上海市 | 5月6日         | 15:30—16:30 | 生物               |
| 上海市 | 6月7日         | 09:00—11:30 | 语文               |
| 上海市 | 6月7日         | 15:00—17:00 | 数学               |
| 上海市 | 6月8日         | 15:00—16:45 | 外语（第二次）     |
| 浙江省 | 1月6日         | 08:00—09:30 | 物理（第一次）     |
| 浙江省 | 1月6日         | 10:30—12:00 | 思想政治（第一次） |
| 浙江省 | 1月6日         | 13:30—15:00 | 化学（第一次）     |
| 浙江省 | 1月6日         | 16:00—17:30 | 技术（第一次）     |
| 浙江省 | 1月7日         | 08:00—09:30 | 历史（第一次）     |
| 浙江省 | 1月7日         | 10:30—12:00 | 生物（第一次）     |
| 浙江省 | 1月7日         | 13:30—15:00 | 地理（第一次）     |
| 浙江省 | 1月8日         | 09:00—11:00 | 外语（第一次）     |
| 浙江省 | 6月7日         | 09:00—11:30 | 语文               |
| 浙江省 | 6月7日         | 15:00—17:00 | 数学               |
| 浙江省 | 6月8日         | 09:00—10:30 | 技术（第二次）     |
| 浙江省 | 6月8日         | 15:00—17:00 | 外语（第二次）     |
| 浙江省 | 6月9日         | 08:00—09:30 | 物理（第二次）     |
| 浙江省 | 6月9日         | 10:30—12:00 | 思想政治（第二次） |
| 浙江省 | 6月9日         | 15:00—16:30 | 化学（第二次）     |
| 浙江省 | 6月10日        | 08:00—09:30 | 历史（第二次）     |
| 浙江省 | 6月10日        | 10:30—12:00 | 生物（第二次）     |
| 浙江省 | 6月10日        | 15:00—16:30 | 地理（第二次）     |

| 地区   | 日期          | 英语                         | 其它外语语种                   | 分值 |
| ------ | ------------- | ---------------------------- | ------------------------------ | ---- |
| 北京市 | 12月14日      | 英语听说考试（第一次）       | —                              | 50分 |
| 北京市 | 1月8日        | —                            | 其他外语语种听力考试（第一次） | 30分 |
| 北京市 | 3月15日       | 英语听说考试（第二次）       | —                              | 50分 |
| 天津市 | 3月22日       | 英语听说考试（连续进行两次） | —                              | 20分 |
| 上海市 | 1月6日        | 外语听说测试（第一次）       | 外语听说测试（第一次）         | 35分 |
| 上海市 | 6月9日        | 外语听说测试（第二次）       | 外语听说测试（第二次）         | 35分 |
| 广东省 | 3月1日—3月2日 | 英语听说考试                 | —                              | 20分 |
| 贵州省 | 1月8日        | 英语听力考试（第一次）       | —                              | 30分 |

| 日期                         | 6月7日                       | 6月7日                       | 6月8日                       | 6月8日                       | 6月9日                                                 |
| 西藏自治区、新疆维吾尔自治区 | 西藏自治区、新疆维吾尔自治区 | 西藏自治区、新疆维吾尔自治区 | 西藏自治区、新疆维吾尔自治区 | 西藏自治区、新疆维吾尔自治区 | 西藏自治区、新疆维吾尔自治区                           |
| ---------------------------- | ---------------------------- | ---------------------------- | ---------------------------- | ---------------------------- | ------------------------------------------------------ |
| 时间                         | 9:00－11:30                  | 15:00－17:00                 | 9:00－11:30                  | 15:00－17:00                 | 9:00－11:30                                            |
| 科目                         | 语文                         | 数学                         | 文综/理综                    | 外语                         | 蒙古语文、藏语文、维吾尔语文、哈萨克语文、柯尔克孜语文 |

## 考试模式

### 试卷选用
2025年，教育部教育考试院统一命题的高考试卷有全国一卷、全国二卷、文理综合卷。其中全国一、二卷仅有语文、数学、外语科目，且外语科目中仅英语区分全国一、二卷，其他小语种（日语、俄语、法语、德语、西班牙语）不区分全国一、二卷，统一使用同一套试卷（一般称为外语小语种全国卷）；文理综合卷仅适用于2025年尚未完成新高考改革的新疆、西藏，该套试卷仅有文科综合、理科综合科目。
由省级教育考试院自主命题的高考试卷有北京卷、天津卷、上海卷。其中北京卷、天津卷不命题外语小语种试卷，直接使用外语小语种全国卷；上海卷单独命题外语小语种试卷。
对于已经新高考改革的地区，选考科目为普通高中学业水平考试的组成部分，被称为学业水平选择性考试，计入高考总成绩，由各省级教育考试院自主命题或联合命题。
2025年高考中，使用全国一卷的地区有河北省、江苏省、浙江省、安徽省、福建省、江西省、山东省、河南省、湖北省、湖南省、广东省，使用全国二卷的地区有山西省、内蒙古自治区、辽宁省、吉林省、黑龙江省、广西壮族自治区、海南省、重庆市、四川省、贵州省、云南省、西藏自治区、陕西省、甘肃省、青海省、宁夏回族自治区、新疆维吾尔自治区。使用北京卷、天津卷、上海卷的地区分别为北京市、天津市、上海市。
部分地区的外语听力采取不同的考试模式与试题，如广东省的英语科目不使用全国一卷的听力部分，改为听说考试，并由广东省教育考试院自主命题。
| 省级行政区       | 试卷类型                  | 说明 |
| ---------------- | ------------------------- | --- |
| 北京市           | 北京卷                    | 除外语小语种科目使用全国卷外，所有科目自主命题。外语科目听力部分有两次考试机会。 |
| 天津市           | 天津卷                    | 除外语小语种科目使用全国卷外，所有科目自主命题。外语科目有两次考试机会。 |
| 河北省           | 全国一卷+自主命题选考科目 | |
| 山西省           | 全国二卷+联合命题选考科目 | 英语听力不计入总成绩，笔试部分部分题目分值扩大使满分变为150分。 |
| 内蒙古自治区     | 全国二卷+联合命题选考科目 | 外语听力自2025年起计入总成绩。 |
| 辽宁省           | 全国二卷+联合命题选考科目 | 外语语种仅能选择英语、日语、俄语。 |
| 吉林省           | 全国二卷+联合命题选考科目 | |
| 黑龙江省         | 全国二卷+联合命题选考科目 | |
| 上海市           | 上海卷                    | 包括外语小语种在内的所有科目均自主命题。外语科目有两次考试机会。外语听力自2025年起并入听说测试，笔试部分调整为105分钟115分。 |
| 江苏省           | 全国一卷+自主命题选考科目 | |
| 浙江省           | 全国一卷+自主命题选考科目 | 外语和选考科目有两次考试机会。 |
| 安徽省           | 全国一卷+自主命题选考科目 | |
| 福建省           | 全国一卷+自主命题选考科目 | |
| 江西省           | 全国一卷+自主命题选考科目 | |
| 山东省           | 全国一卷+自主命题选考科目 | 外语听力自2025年起恢复为一次考试机会、与笔试合并进行。 |
| 河南省           | 全国一卷+自主命题选考科目 | 外语听力不计入总成绩，笔试部分按120分满分制计分后乘以系数1.25，四舍五入计算总成绩。 |
| 湖北省           | 全国一卷+自主命题选考科目 | |
| 湖南省           | 全国一卷+自主命题选考科目 | |
| 广东省           | 全国一卷+自主命题选考科目 | 英语不使用全国一卷的听力部分，以单独举行的英语听说考试代替，自主命题，分值20分，笔试部分按120分满分计分再折算成130分后，加上听说考试成绩，四舍五入计算总成绩（笔试部分仍然和其他省区一样考120分钟）；其他小语种考试听力部分不变，仍使用全国卷。 |
| 广西壮族自治区   | 全国二卷+自主命题选考科目 | |
| 海南省           | 全国二卷+自主命题选考科目 | 外语科目不能选择除英语外的小语种。 |
| 重庆市           | 全国二卷+自主命题选考科目 | |
| 四川省           | 全国二卷+自主命题选考科目 | |
| 贵州省           | 全国二卷+自主命题选考科目 | 英语科目听力部分有两次考试机会；其他小语种考试听力部分不变，仅有一次考试机会。 |
| 云南省           | 全国二卷+自主命题选考科目 | |
| 西藏自治区       | 全国二卷+文理综合卷       | |
| 陕西省           | 全国二卷+联合命题选考科目 | |
| 甘肃省           | 全国二卷+自主命题选考科目 | |
| 青海省           | 全国二卷+联合命题选考科目 | |
| 宁夏回族自治区   | 全国二卷+联合命题选考科目 | |
| 新疆维吾尔自治区 | 全国二卷+文理综合卷       | 外语听力不计入总成绩，笔试部分按120分满分制计分后乘以系数1.25，四舍五入计算总成绩。 |

### 考试科目

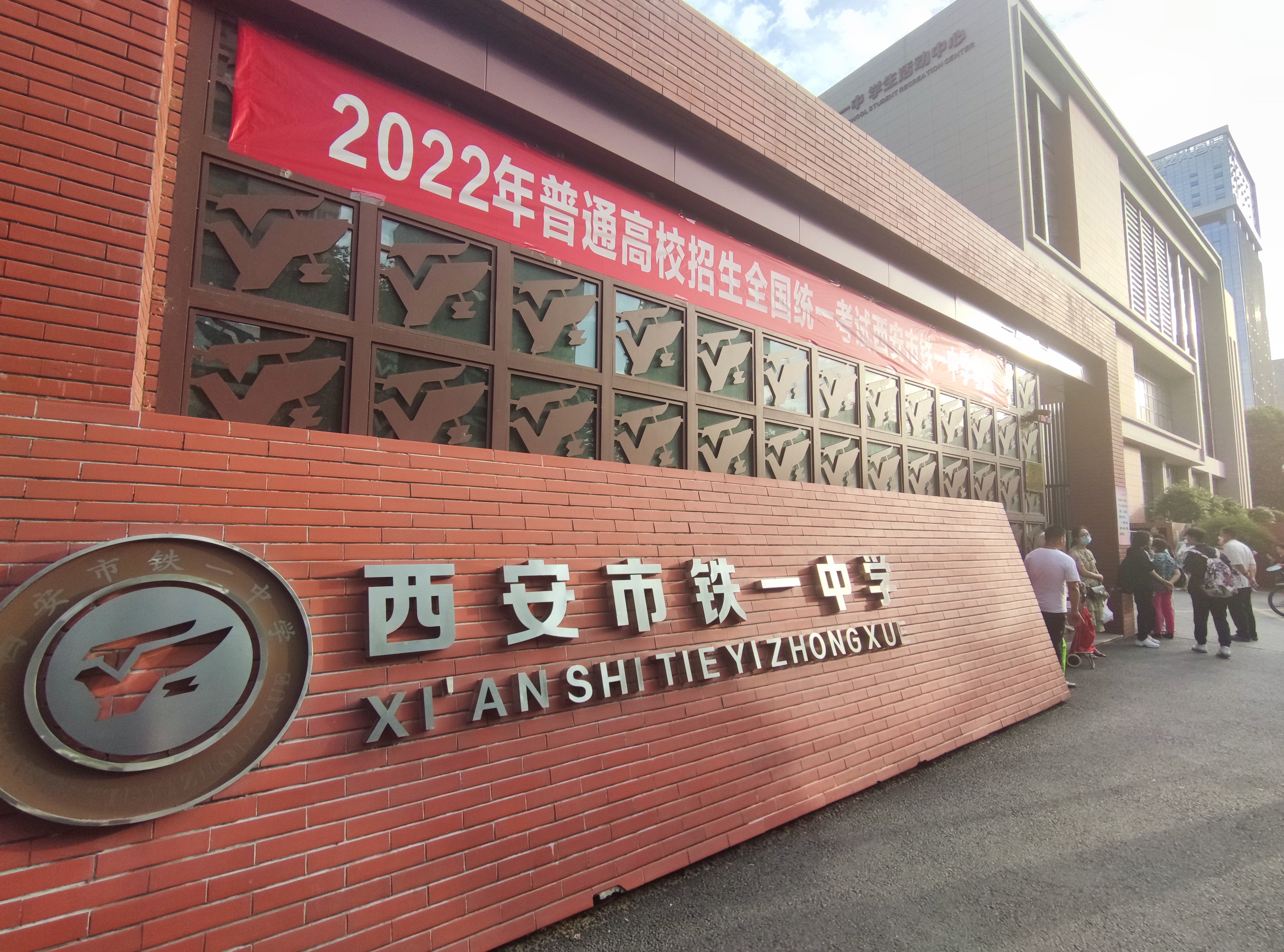
2022年6月，陕西省西安市铁一中学校门口悬挂的高考考点横幅。

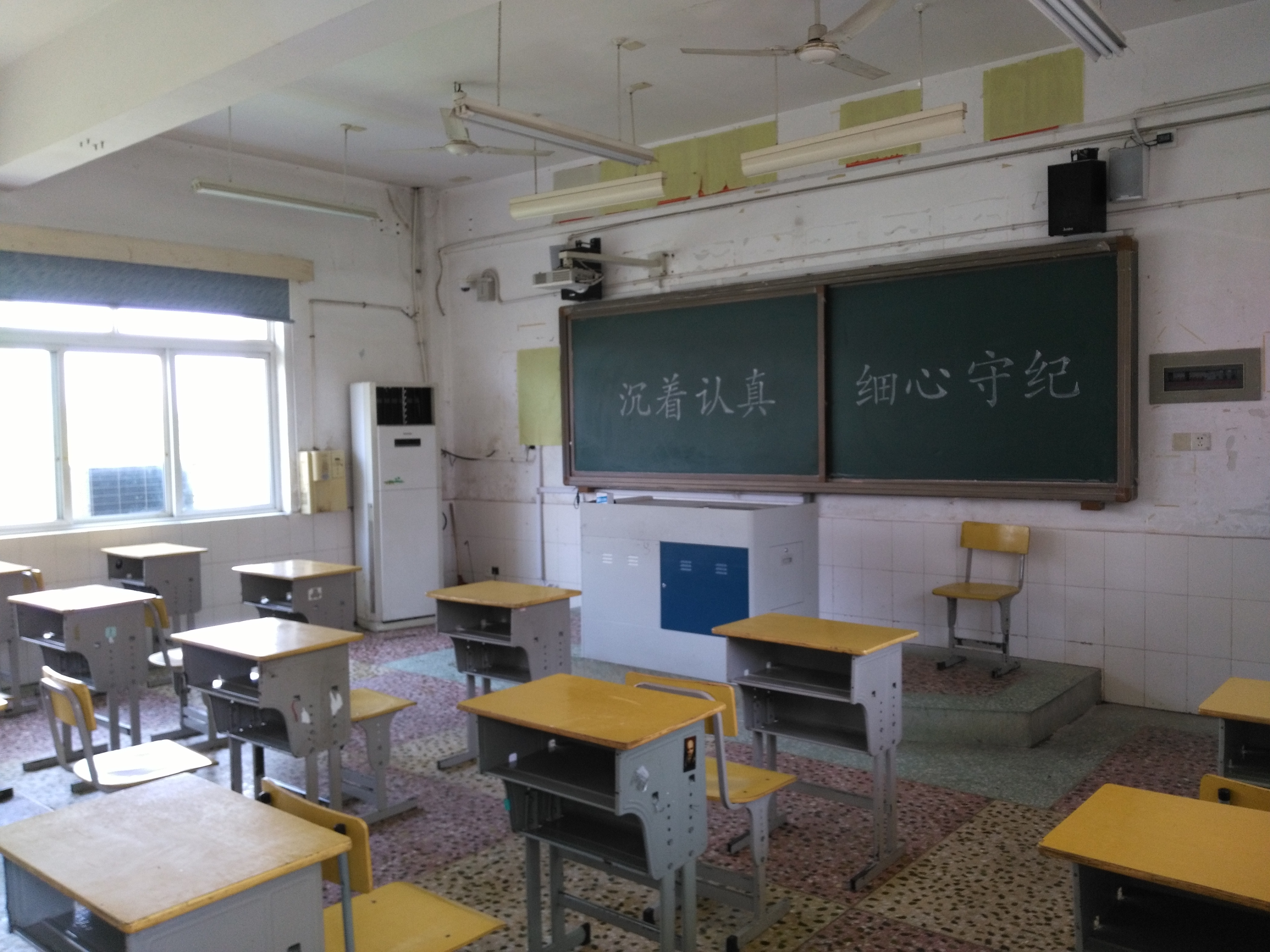
2019年，位于湖南省长沙县第一中学的一间高考考室。考室对于座位数、座位间距等均有要求，同时要求被选为考点的学校事先检查监控、广播等设备是否正常。

因地区不同，科目架构及考试形式也不同，分为旧高考“3+X”、新高考“3+3”和新高考“3+1+2”模式。
另外，关于上海市、浙江省在新高考改革中对科目、分值等实行的特殊安排，详见普通高等学校招生全国统一考试安排列表#第一、二批改革。
- 新高考“3+1+2”模式中，首选1科（物理、历史任选1科）、再选2科（地理、化学、生物学、思想政治任选2科）作为选考科目，分为3场考试。
- 新高考“3+3”模式中，考生可以在物理、化学、生物学、历史、地理、思想政治、技术[註 32]之中任选3个科目作为选考科目，分为3场考试；
- 旧高考模式的选考科目分为文史类和理工类，选择文史的考生参加文科综合（简称“文综”，由历史、思想政治、地理3个科目组成）考试，选择理工的考生参加理科综合（简称“理综”，由物理、化学、生物学3个科目组成）考试，只有1场考试；

#### 语文
语文考卷的出题依据与参考为《普通高中课程方案》和《普通高中语文课程标准》，此外结合高中语文教学的实际情况命题。
就新课标全国卷而言，语文考试模块包括包括必修上、下册及选择性必修上、中、下册。试题满分150分，考试时间150分钟。考卷考察阅读（四篇阅读和名篇名句默写）、语言文字运用、写作三部分。作文主题近年来的趋向是与中共思想价值观、家国情怀、劳动教育、传承传统文化等相关，一般每年高考语文考试结束后皆会公布作文题目。由于每年高考作文题反映时代变化，近年来也成为社会普遍关注的公共性议题。

#### 数学
数学考卷的出题依据与参考为《普通高中课程方案》和《普通高中数学课程标准》，此外结合高中数学教学的实际情况命题。
就新课标全国卷而言，数学考试模块包括必修及选择性所有模块。试题满分150分，考试时间120分钟。考察单项选择题、多项选择题、填空题、解答题四部分。

#### 外语
高考外语除英语外，还包括日语、俄语、德语、法语、西班牙语，可供考生报考自由选择（海南省考生只可选择英语）。但實際上，大部分考生均會選擇報考英語，原因在于部分高中缺乏足够师资力量，无法开设英语以外的外语学科教学，以及部分大學因為課程設置原因，會要求或建議考生將英語作為報考的外語語種。
英语考卷的出题依据与参考为《普通高中课程方案》和《普通高中英语课程标准》，此外结合高中英语教学的实际情况命题。
就新课标全国卷而言，英语考试模块包括必修一、必修二、必修三、选择性必修一、选择性必修二、选择性必修三及选择性必修四。试题满分150分，考试时间120分钟。考察听力、阅读理解（阅读、逻辑填空）、语言知识运用（完型填空、语法填空）、写作（应用文写作、读后续写）四个部分。
部分省份则不考听力考试或不将听力成绩计入总成绩，卷面分满分则为120分，最终以卷面分×1.25为得出满分为150分的最终成绩计入高考总分，仅将听力成绩作为大学招生的参考。广东省则以听说考试代替听力考试，听说考试以人机对话的形式进行，由计算机自动评分，考试题型包括：模仿朗读、角色扮演、故事复述，满分为60分，而成绩将会除以3即满分为20分计入高考成绩。最终按照满分为120分的卷面分折合成130分的比例折算后，再加上满分为20分的听说考试成绩四舍五入得出满分为150分的成绩计入高考总分。根据《广东省深化普通高校考试招生制度综合改革实施方案》，日后还会适当增加英语听说考试成绩的比重。
俄语试题满分150分。其中听力题20题，每题1.5分，共30分。阅读理解题15题，每题3分，共45分。完形填空20题，每题1分，共20分。语法填空10题，每题1.5分，共15分。应用文写作10分。主题写作30分。
日语试题满分150分。其中听力题20题，每题1.5分，共30分。阅读理解题20题，每题2.5分，共50分。完形填空10题，每题1.5分，共15分。语法填空10题，每题1.5分，共15分。应用文写作10分。主题写作30分。
德语语试题满分150分。其中听力题20题，每题1.5分，共30分。阅读理解题20题，每题2.5分，共50分。完形填空20题，每题1分，共20分。语法填空10题，每题1.5分，共15分。应用文写作10分。主题写作25分。
法语试题共计150分。其中听力题20题，每题1.5分，共30分。阅读理解题20题，每题2.5分，共50分。完形填空20题，每题1分，共20分。语法填空10题，每题1.5分，共15分。应用文写作10分。主题写作25分。
西班牙语试题共计150分。其中听力题20题，每题1.5分，共30分。阅读理解题20题，每题2.5分，共50分。完形填空20题，每题1分，共20分。语法填空10题，每题1.5分，共15分。应用文写作10分。主题写作25分。
虽然有多种外语考试科目可供考生选择，但部分高校的部分专业不招收英语以外的考生。

#### 选考科目
新高考模式下选考科目每科均为100分满分，考试时间为75分钟（天津、上海为60分钟，北京、浙江、山东、海南为90分钟）。
各省考察形式、内容略有不同，但考察范围基本相同。历史考试模块为历史必修阶段中外历史纲要（上、下册）、选择性必修1（国家制度与社会治理）、选择性必修2（经济与社会生活）及选择性必修3（文化交流与传播）。物理考试模块为必修1（静力学和动力学）、必修2（曲线运动、万有引力、功与机械能）、必修3（电磁学基础）、选择性必修1（动量、机械振动与机械波、光学）、选择性必修2（电动力学基础）及选择性必修3（热学、原子物理学）。思想政治考试模块为必修1（中国特色社会主义）、必修2（经济与社会）、必修3（政治与法治）、必修4（哲学与文化）、选择性必修1（当代国际政治与经济）、选择性必修2（法律与生活）及选择性必修3（逻辑与思维）。地理考试模块为必修1、必修2、选择性必修1（自然地理基础）、选择性必修2（区域发展）、选择性必修3（资源、环境和国家安全）。化学考试模块为必修1、必修2、选择性必修1（化学反应原理）、选择性必修2（物质结构与性质）及选择性必修3（有机化学基础）。生物学考试模块为必修1（分子与细胞）、必修2（遗传与进化）、选择性必修1（稳态与调节）、选择性必修2（生物与环境）及选择性必修3（生物技术与工程）。
普通高中学业水平选择性考试原则上为各省自行命题，唯部分省份因自身条件因素选择联合命题，如山西省、陕西省、青海省、宁夏回族自治区的普通高中学业水平选择性考试统一由陕西省命题，四省区合用一套。

#### 文科综合
文科综合考卷的出题依据与参考为《普通高中课程方案》、《普通高中历史课程标准》、《普通高中思想政治课程标准》、《普通高中地理课程标准》，此外结合高中历史、思想政治、地理教学的实际情况命题。目前由于新高考逐步推行，文科综合试题使用省份不断减少。
文科综合试题满分300分，考试时间150分钟。历史、思想政治、地理各100分。考察选择题、非选择题两部分。具体考试模块与其余实行“3+选考科目”模式地区的考试一致。

#### 理科综合
理科综合考卷的出题依据与参考为《普通高中课程方案》、《普通高中物理课程标准》、《普通高中化学课程标准》、《普通高中生物学课程标准》，此外结合高中物理、化学、生物学教学的实际情况命题。目前由于新高考逐步推行，理科综合试题使用省份不断减少。
理科综合试题满分300分，考试时间150分钟。其中物理占110分，化学占100分，生物学占90分。考察选择题、非选择题两部分。具体考试模块与其余实行“3+选考科目”模式地区的考试一致。

## 考后流程

### 阅卷和成绩查询
高考考试结束后所有考生的答题卡仍依照秘密级事项进行管理保存，并运往各省级教育考试机构所在地试卷扫描室进行集中扫描和图像上传。阅卷工作一般在全科考试结束后一天开始，持续约14天时间。
各省份一般在六月下旬公布高考成绩，届时考生可登录各省教育考试院官网相应的高考信息服务平台查询自己的成绩。

### 志愿填报

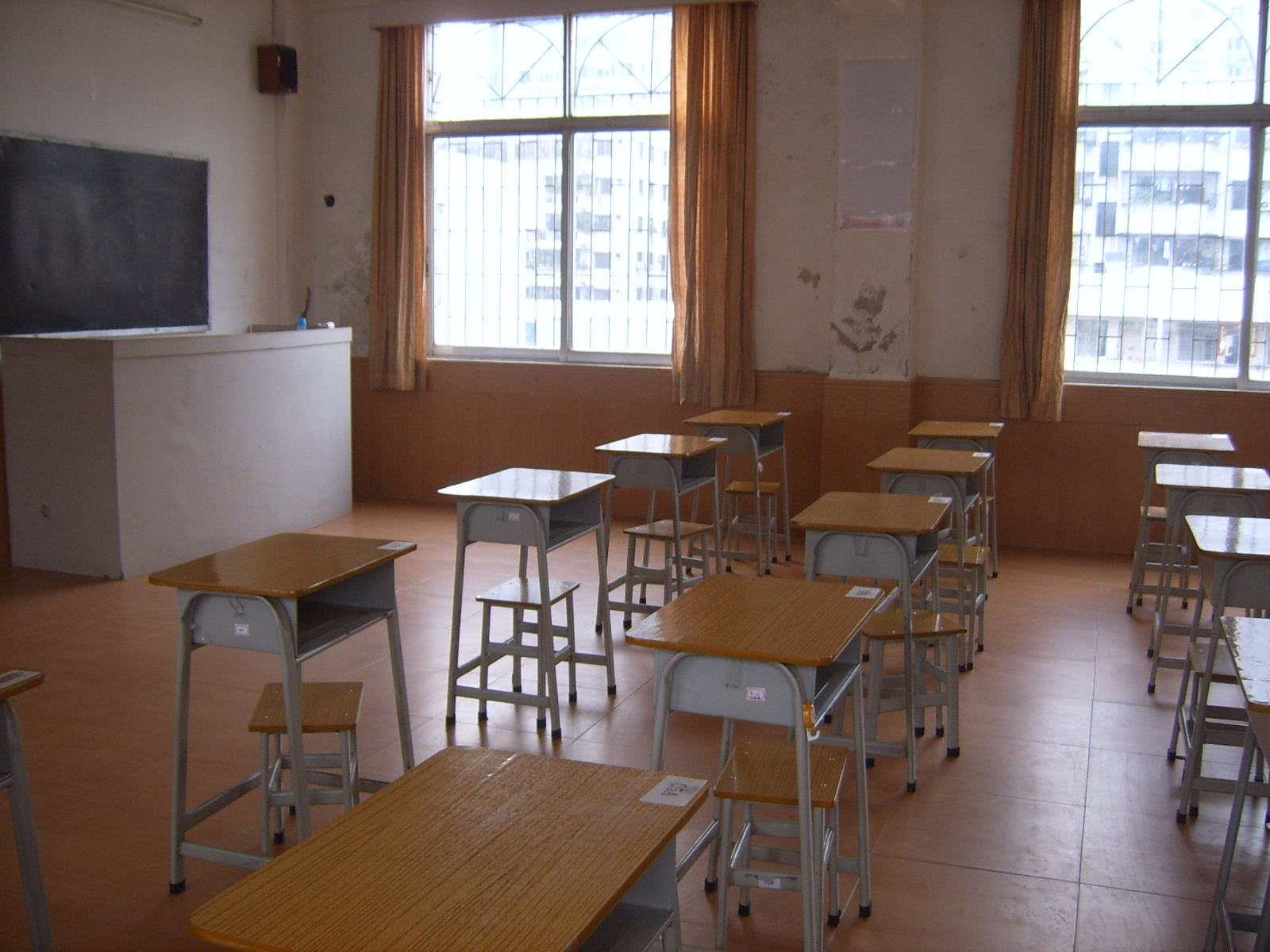
2007年，广东省惠州市第九中学的一间高考考场。

对考生的录取是根据考生的分数及所填报的志愿来进行的。目前所采用的志愿填报方式，将全国的大学分为若干批次，主要分为：
- 提前批：指解放军和武警部队军事院校、人民警察院校、上海海关学院、外交院校、部分小语种专业、专项计划、定向就业专业；
- 本科第一批：简称“本一”或“一本”，原指全国重点大学、中央部属高校或其他经教育主管部门批准的在本一批招生的高校；
- 本科第二批：简称“本二”或“二本”，原指其他公办本科高等学校；
- 本科第三批：简称“本三”或“三本”，原指独立学院、民办本科高等学校的专门批次；
- 高职高专批：指高等职业技术学院、高等专科学校的专门批次等。

近年来，各省逐步淡化批次区别，多数省份将本二、本三批次合并为本二批次。上海市、浙江省等省市区更是合并本科各批次，统一称“本科批”。
过去在全国绝大部分地区，实行“出分后填报志愿”。即考生在得知自己的高考分数以及各批次分数线后再填报志愿。考生填报自己所想进入的大学，每个批次可以选择4—6个学校志愿。每个大学自主决定对每个省份考生的录取分数和名额。达到分数要求的考生将按照其志愿顺序被大学录取。合并本科批次省市的学校志愿数量较多，如上海市的本科普通批次为24个志愿。
在新高考改革开始后平行志愿填报模式则更加细化，“院校+专业”构成一个志愿单元，彼此相互独立，同院校的不同专业可以被任意打乱排列，不再设置服从院校专业调剂的选择机会，可以选择的志愿数量各省有所差异，大致稳定在96个左右。但在提前批的如军队警察院校等的招生仍然沿用传统的顺序志愿模式，按院校索引专业，并有一次服从专业调剂的机会。
在一些地区，如果考生因为不服从专业调剂（实行顺序志愿的地区）、或不符合单科成绩要求、或身体条件受限、或是考生对自己的实际高考成绩位次估算错误，志愿填报失策等因素，未被任何學校的任何专业录取，則考生还有最多三次填報志願的机会（具体参照当地实际招生情况），此時的填報志願叫作「征集志愿」。
2017年起，浙江省廢除按院校填報志願的傳統方式，實行「按專業填報志願」，細化到每個院校的每個專業，且可以將不同院校打亂任意組合，考生最多可填報80個專業志願，但也失去了原有填报模式的院校专业调剂的机会。同年，全面廢除高校錄取批次。為了平穩過渡，實行「分段填報」，即將考生成績分為三段（20%、60%、90%），先後填報志願（但「一段」考生也可以填所有包括「本科第三批」的高校，故完全不同於「分批」，考生分段的依據也是固定的百分比而不是某一批次高校錄取總人數）。當年發生了高分考生錯報「獨立學院」的事件，但錄取率仍高達92%。2021年起，招生錄取分段由三段改為兩段。

### 录取
一般各省高考录取实行个人志愿填报投档后由高校审查录取的模式。录取方式多数采用网上录取，利用中国教育科研网建立全国大学生招生远程录取、学籍学历管理、毕业生远程就业服务一体化的信息系统。

## 爭議

### 加分、保送政策
1950年代起，实行高考加分政策，主要分成鼓励类加分项目、扶持类加分项目两类。鼓励类加分项目是为促进学生全面发展。扶持类加分项目主要针对少数民族、烈士子女等等特殊的群体。
到21世纪初，考试分数外的加分途径已很多，如少数民族子女，烈士子女，竞赛获一等奖，国家级运动员，省级优秀学生干部，服役期间立功，在艰苦地区就读等。加分从10分到20分為限。然而这些加分规定在实行的过程中并不十分严格，导致一些人依靠非法手段获得加分资格，许多“不起眼”的项目如无线电测向、航模作假现象极为严重。或者以某些不违法但不符合相关规定精神的方式取得加分资格。比如非少数民族聚居区的少数民族考生搬迁到少数民族聚居区，并以少数民族聚居区少数民族考生资格参加考试等。2008年时，教育部公布《2008年普通高校招收保送生办法》，规定8类考生可参与保送生选拔。
2011年起，教育部等部门规范调整高考加分项目，紧缩全国中学生学科奥林匹克竞赛、科技类竞赛、体育特长生等加分政策，并要求将所有拟享受高考加分考生名单予以公示。各省份也开始缩减高考加分项目。
2014年，全国性加分项目共11项，包括鼓励类加分项目6项，扶持类加分项目5项。2014年，教育部出台《关于进一步减少和规范高考加分项目和分值的意见》及《关于进一步完善和规范高校自主招生试点工作意见》，决定从2015年1月1日起，取消全国中学生学科奥林匹克竞赛等6项全国性鼓励类加分项目，仅保留烈士子女等5项扶持类加分项目。教育部要求，各省市不得擅自扩大全国性加分项目的使用范围。随着国务院印发《国务院关于深化考试招生制度改革的实施意见》及教育部、国家民委、公安部、体育总局、中国科协印发《关于进一步减少和规范高考加分项目和分值的意见》。教育部于2018年根据相关规定，全面取消体育特长生、中学生学科奥林匹克竞赛、科技类竞赛、省级优秀学生、思想政治品德有突出事迹等全国性高考加分项目。2014年，教育部高校学生司发出《关于做好2014年普通高等学校招收保送生工作的通知》，高考保送政策有了很大调整，可参与保送生选拔的考生从以往的8类缩减为5类。
安徽省從2022年起取消侨眷、港澳同胞及其眷属以及少数民族聚居地区的少数民族考生加分。福建省則從2021年起將归侨、华侨子女、归侨子女考生、台湾考生和福建省19个民族乡的少数民族考生考生加分分值从10分降低为5分。2025年起則取消少数民族考生加分。河南省也在2024年宣布自当年起全面取消高考少数民族加分项目。

### 招生地域倾斜现象
高考按地区划分录取分数线的不公现象由来已久。特别是像山东、河南等生源大省，每年有许多考生的分数如果是在北京，不仅有学上，甚至还很可能读上一所相对较好的大学，然而在这些省份，考生若是报考填志愿稍有不慎，有可能连大学校门都进不了。例如2008年，河南考生接近100万（其中参与统招人数90万），占全国1/10，一本录取率只有4%，是全国平均水平的1/3，尤其是部属大学录取率只有全国平均水平的1/4。另外在成绩相同的情况下，考生会因为所在户籍不同，而被不同级别的学校录取。根据北京大学法学院教授张千帆的研究，按照现行的高考制度，以北京大学为例，各省考生考入北京大学的几率相差悬殊，若以每万名考生中考入北京大学的人数来计算，广东省考生的概率为1.4，而北京考生则为52.2，两者相差近37倍。
2016年4月底，中国教育部、国家发改委联合下发了《教育部国家发展改革委关于做好2016年普通高等教育招生计划编制和管理工作的通知》。通知称为促进高等教育区域和城乡入学机会公平，2016年，支援中西部地区招生协作计划安排21万人，其中本科14万人，由北京、天津、江苏等14个省（市）的公办普通高校承担，面向河南、广西、贵州、甘肃等10个中西部省（区）招生。之后江苏、湖北教育厅发出文件，表示两省将调出招生计划，安排到中西部省份，部分高考考生及家长认为此举会导致省内招生计划减少（减招）、高考录取率下降，引发抗议。5月13日，江苏、湖北教育厅表示省内招生计划不会减少。

### 考卷查詢操作不透明
2011年，《中國青年報》披露了一名河北考生因模擬考試與高考實際成績相差過大而要求查詢考卷，卻處處受阻的事件。該考生2008年參加高考，原本幾次模擬考成績都穩居一本線上，正式考試時也沒有出現發揮失常的情形，但最終成績居然與預估的和模擬考試成績的相差100分之距，因而向河北省教育厅提出查詢考卷的要求，最後被拒絕。後來在2009年，該考生复讀並再次參加高考，得到幾乎和2008年一樣的結果，提出查詢申請雖然得到批准，卻不允許考生本人查看考卷，而是由所謂的專家查看，得到了“考卷沒有問題”的結果，考生認為這無法令人信服。
同樣的問題在北京、河南等地也出現過類似的案例，有的案例甚至還鬧上法院，但能查詢到考卷的案例很少。
教育学家、北京理工大学教授杨东平認為造成這些事件的原因在於高考查詢制度的不完整，而且高考考卷屬於“國家機密”，查詢考卷的可操作性不高；而21世纪教育研究院副院长熊丙奇除了認同楊東平的意見外，還認為一些高考改卷的評卷員“不負責任”。

### 压力过大

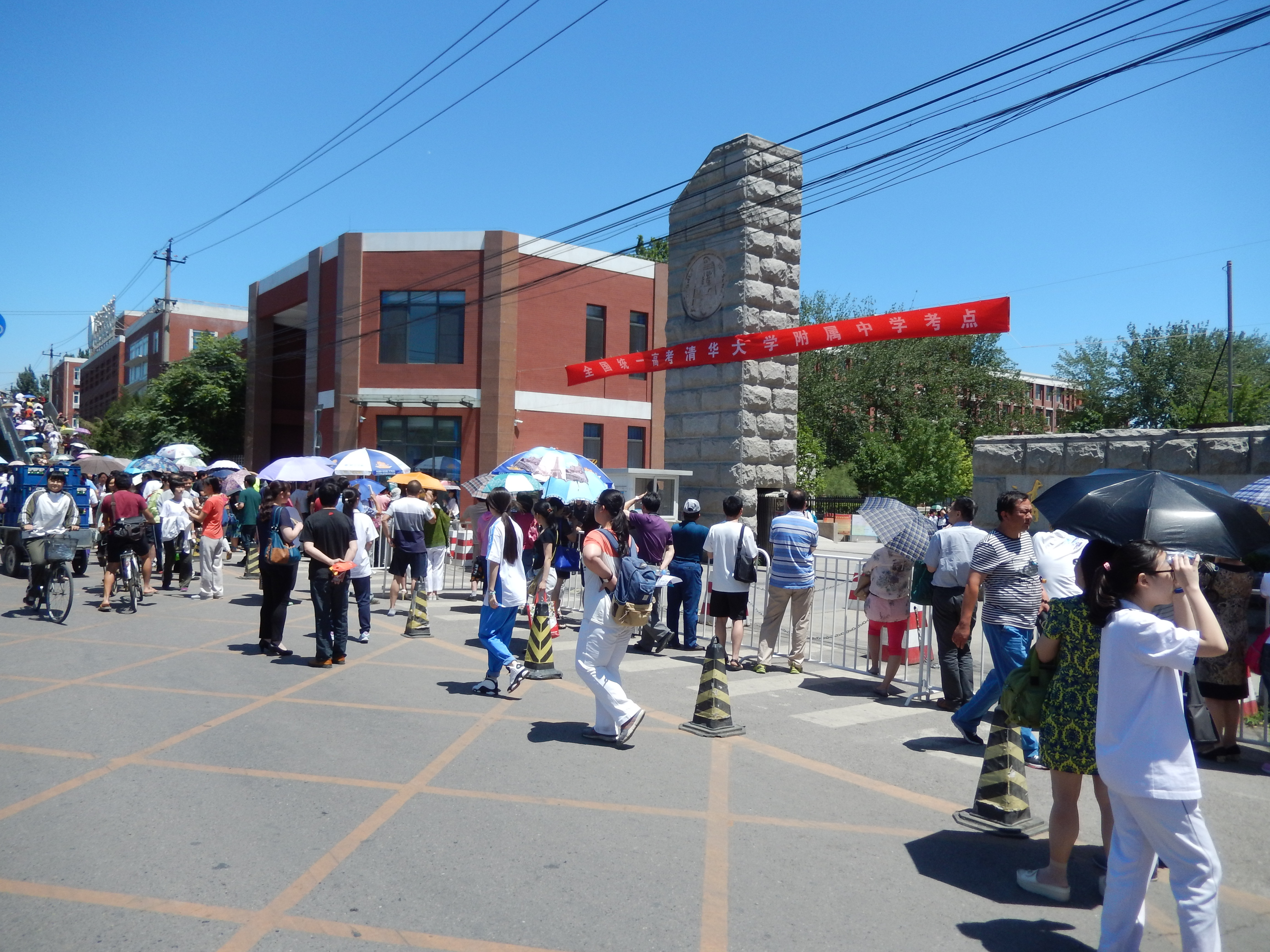
高考第二日上午考試結束後，考生家長在清华大学附属中学校門外等候子女。

在高考制度下，由于家长和校方的高期望和严要求，许多学生的可支配时间大幅度减少，有些连用餐时间也被压缩到极致，由此常常造成学生与家长和校方之间关系紧张甚至产生冲突。过大的压力以至于考场上也有一些考生使用一些十分精密的作弊工具，甚至在2003年高考前夕，还发生了南部县“6·5”全国高考试卷被盗案。高三的学生通常要复习到晚上十一二点。有人认为学习成为“变态的重复”不可取。部分高考考生甚至在成绩公布或者高考结束之后集体撕书以发泄压力。
高考制度下，学校及教师以高考为学习的唯一目的已经是较为普遍的现象，在2019冠状病毒病疫情大流行期间，一些学校和教师不顾学生的身体状况，为了高考甚至连患有新冠的孩子也不允许请假。
高考后综合症是部分媒体对高考后部分考生出现心理或身体不适这一现象的称呼。高考结束与被高校录取前这段时间，通常是考生最为焦虑的时期，在这段时间内，考生既要焦虑成绩高低，又要面对莫测的前途，甚至旁人的关心也会给他们造成压力，从而诱发心理疾病。表现为每年高考结束后到成绩公布前的这段时间，不少考生因为压力过大而出现“崩溃”，出现抑郁、自闭、肠胃不适等症状，甚至跳楼自杀。这种现象的人多发生于高考前后的学生群体，他们被称作“后高考时期综合症”。

### 招生录取违规事件
在2013年之前，由于各地学籍信息尚未做到联网，近年来部分地区频繁爆出有成绩不达入读大学分数线的考生，利用内部权力关系，冒用其他考生的身份学籍信息，顶替他人入读大学的事件，以及其他违规获取高考资格事件。其中包括齐玉苓案、罗彩霞事件、王娜娜事件、仝卓事件、陈春秀事件和苟晶事件。截止到2020年6月28日，山东省高考冒名顶替者被查出来的已经达到228人，大多数发生在学籍信息联网之前。2014年以后，中国中小学生学籍信息做到了全国联网，从理论上终结了冒用或伪造信息的可能性。